# متحف الأمن الأحمر
متحف الأمن الأحمر (بالكردية: مۆزەخانەی ئەمنە سوورەكە) هو أحد المتاحف الوطنية في مدينة السليمانية كان قبل أن يكون مَتحفاً، كان مَبنى لكلية الزراعة، ومن ثم أصبح مركز إدارة محلية، ثم أصبح سجناً للمُعتقلين من قبل نظام الرئيس السابق صدام حسين، وفي عام 1991 حُرر المَبنى وحول إلى متحف يتضمن العديد من الأقسام التي تَشرح كيف عاش الشعب الكردي هذه الحقبة وآثار التعذيب والقَتل ووسائله، يَفتح المَتحف أبوابه للزوار يومياً من الثامنة صباحاً وحتى الرابعة بعد الظهر.، وفي عام 2014 تم إضافة أقسام جديدة إلى المَتحف.

## السجن
من عام 1979 إلى عام 1991، خلال حكم صدام حسين في العراق، كان الأمن الأحمر المقر الشمالي لمديرية الأمن العام التابعة لجهاز المخابرات التابع لوزارة الداخلية العراقية، والمعروفة باسم «الأمن». كان يُحتجز هناك العديد من الأشخاص، وخاصة الطلاب الأكراد والقوميين وغيرهم من المتظاهرين. وتعرض العديد منهم للتعذيب والاغتصاب. خلال معركة السليمانية (1991)، انسحبت قوات الأمن العراقية والجنود إلى المقر الأمني الذي كان بمثابة معقل البعثيين في المدينة لمدة يومين تقريبًا حتى سيطرت قوات البيشمركة على السجن وهاجمته بعد ساعتين. وسرعان ما أعدم المسلحون 300 من أمناء السجن، إلى جانب العديد من المدنيين الغاضبين. ورُجمت مجموعة من الأمهات اللواتي قُتل أبناؤهن في القتال، مما أسفر عن مقتل 21 عراقيًا. وفي المجموع، قُتل ما بين 700 و800 من أفراد الشرطة والجنود السريين، على الرغم من أن رئيس الحزب الديمقراطي الكردستاني مسعود بارزاني عفا عن عدد من الجنود وسُمح لهم بالعودة إلى ديارهم في الجنوب.

## متحف
في عام 2003، افتُتح متحف في الموقع نفسه يوثّق حقوق الإنسان في عراق اثناء حكم صدام حسين. المتحف مفتوح ستة أيام في الأسبوع، والدخول مجاني. تشمل معروضات المتحف كيف تعرّض الناس للتعذيب في السجون، وتُخلّد ذكرى 182 ألف كردي قُتلوا في حملة الأنفال للإبادة الجماعية، بالإضافة إلى عرض القرى الكردية التي دُمرت خلال الحملة. كما يضمّ المتحف معرضًا عن الأنفال، وصورًا لجثث مُشنّقة وأسماء أكراد قُتلوا أو فُقدوا. وأُقيم لاحقًا معرض عن البيشمركة الذين قُتلوا على يد تنظيم الدولة الإسلامية في العراق والشام (داعش). يستخدم المتحف تاريخ انتهاكات حقوق الإنسان في سردية كردية. ووفقًا لباييز كوكريل عبد الله، يهدف المتحف إلى ترسيخ مكانة الأكراد كأمة ودولة من خلال إحياء ذكرى انتهاكات حقوق الإنسان التي ارتُكبت ضدهم.
- يتم عرض القاذفات في الخارج
- غرفه في السجن الأمن
- التعذيب الكهربائي وإعدام المعتقلين
- تعذيب سجين بالجلد
- قاعة المرايا
- سجينة تعرضت للاعتداء الجنسي حتى أنجبت طفلا
- الأمن الأحمر (7 نوفمبر 2009)

## وصلات خارجية
متحف الأمن الأحمر